# Pitao-Ziy
Pitao-Ziy (anche con gli epiteti Pitao Tee e Pitao Xiñe, ossia "signore malvagio" e "signore demonio") (in lingua zapoteca, "abbondante disgrazia" o "serpente") o Nonachi o Lera acueça nel testo di Gonzalo de Balsalobre del 1656 (ossia "signore demonio"), era la divinità zapoteca delle sfortune e delle malattie.